# 辛多尔
辛多尔（羅馬化：Sindor）是俄罗斯科米共和国的市级镇，属克尼亚日波戈斯特区。
该地2021年有人口2,111人；2010年人口2,478；2002年人口3,030；1989年人口2,724。